# Castolo
Castolo (en griego antiguo: Καστωλός) fue una antigua ciudad, y posiblemente un río, de la región de Lidia en Asia Menor. 
Jenofonte y otros historiadores griegos mencionan la «llanura de Castolo» (Καστωλοῦ πεδίον) como el lugar de concentración anual del ejército aqueménida destacado en la satrapía lidia de Asia Menor. Como general de estas tropas, Jenofonte menciona a Ciro el joven.
El lugar no se ha localizado, pero no debía estar lejos de la antigua ciudad de Sardes, capital de la satrapía, y del Camino Real Persa.